# دیوید جیگلیوتی
دیوید جیگلیوتی (انگلیسی: David Gigliotti؛ زادهٔ ۳۰ مهٔ ۱۹۸۵) بازیکن فوتبال اهل فرانسه است.
از باشگاه‌هایی که در آن بازی کرده‌است می‌توان به باشگاه فوتبال لو آور، باشگاه فوتبال سن-اتین، باشگاه فوتبال تروا، باشگاه فوتبال نیم المپیک، باشگاه فوتبال آژاکسیو، و آ.اس موناکو اشاره کرد.
وی همچنین در تیم‌های ملی فوتبال زیر ۱۸ سال فرانسه و زیر ۲۱ سال فرانسه بازی کرده‌است.